# Cecilia Nordenstam
Cecilia Nordenstam, född 11 oktober 1979 i Göteborg, är en svensk pokerspelare.
Nordenstam studerade psykologi, samtidigt som hon jobbade som dealer på Casino Cosmopol, Göteborg, men hon gav upp studierna för ett liv som pokerproffs. Hösten 2006 tog hon över efter Ken Lennaárd som Svenska Spels pokerklients ansikte utåt och har skrivit krönikor på deras pokersida samt svarat på frågor om poker. Samma år blev hon även utsedd till Sveriges tredje sexigaste kvinna av tidningen Slitz. År 2007 avbröts samarbetet med Svenska spel.
Nordenstams största registrerade turneringsframgång kom 6 april 2005 då hon belönades med $24,695 för sin femteplats i Third Annual Five-Star World Poker Classics $2.500 no limit texas holdem-turnering i Las Vegas.